# Medal pamiątkowy z okazji 70. rocznicy Powstania Warszawskiego

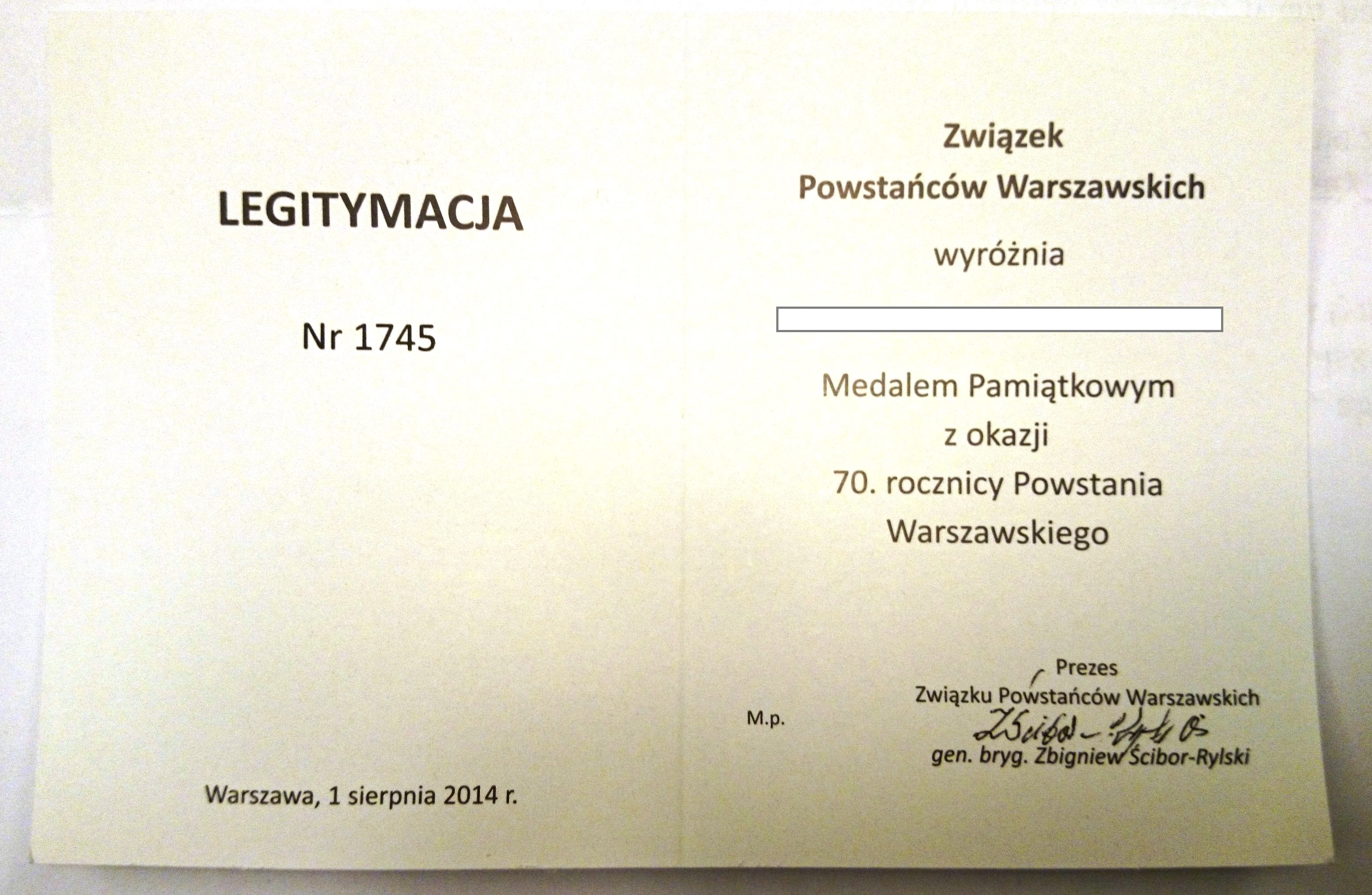
Legitymacja medalu dla powstańca

Medal pamiątkowy z okazji 70. rocznicy Powstania Warszawskiego – kombatanckie odznaczenie honorowe Związku Powstańców Warszawskich przyznawane żyjącym powstańcom warszawskim i osobom szczególnie zasłużonym w upamiętnianiu powstania oraz dla środowisk uczestników powstania.

## Historia
Odznaczenie nadawane jest od 1 sierpnia 2014. Związek Powstańców Warszawskich uzyskał dofinansowanie Urzędu do Spraw Kombatantów i Osób Represjonowanych w wysokości 137 tys. zł na wykonanie projektu i wybicie medalu. 

## Opis
Wybito 2 wersje medalu:
- na wstążce, o średnicy 40 mm[2] – przeznaczony dla 3 300 żyjących uczestników powstania warszawskiego (dofinansowanie 137 tys. zł),
- w etui, o średnicy 70 mm – dla 400 osób szczególnie zasłużonych w upamiętnianiu powstania oraz dla środowisk uczestników powstania (dofinansowanie 20 tys. zł).

Medal na wstążce, wykonany jest ze złoconego szlachetnego metalu, o średnicy około 40 mm i grubości 3 mm. Na awersie znajduje się wyobrażenie krzyża o fakturze awersu Warszawskiego Krzyża Powstańczego, jednak ze znakiem Polski Walczącej na tarczy w jego centrum (a nie w biało-czerwonej opasce na ramię, jak w Warszawskim Krzyżu Powstańczym). W poszczególnych kwadrantach znajdują się: daty „1944” (lewy górny) i „2014” (prawy dolny), logo Związku Powstańców Warszawskich (prawy górny) oraz liczba „70” (lewy dolny). Na rewersie znajduje się duży znak Polski Walczącej nad dwiema skrzyżowanymi gałązkami laurowymi, a w dolnej części obwodu napis wersalikami: „70 rocznica Powstania Warszawskiego”.  
Wstążka koloru niebieskiego z paskiem koloru żółto-czerwonego (kolory Warszawy). Po obu stronach centralnego paska biegną po 2 czarne wąskie paski. Wygląd i układ barw wstążki nawiązują do wstążki Warszawskiego Krzyża Powstańczego.
Medal, który przyznawano osobom szczególnie zasłużonym w upamiętnianiu powstania oraz dla środowisk uczestników powstania, ma średnicę 70 mm i grubość około 4,5 mm.
Dowodem nadania medalu żyjącym uczestnikom powstania jest legitymacja, wręczana wraz z odznaczeniem, podpisana przez prezesa zarządu głównego Związku Powstańców Warszawskich gen. Zbigniewa Ścibora-Rylskiego.